# 류샤오칭
류샤오칭(Liu Xiaoqing, 1950년 10월 30일 ~ )은 중화인민공화국의 배우, 자서전 작가, 작가, 영화 프로듀서, 사업가이다.
푸링구에서 태어났다.

## 방송
- 여황제 무측천
- 수당영웅 4
- 수당영웅 3
- 수당영웅
- 무측천비사

## 영화
- 쾌수창수쾌창수 (2016년)
- 37 (2012년)
- 수당영웅 (2012년) - 소황후 역
- 양문여장 (2011년)
- 여황제 무측천 (2009년)
- 아유정전 (2005년) - 진 공주 역
- 플라스틱 꽃 (2004년)
- 햇빛 쏟아지던 날들 (1994년)
- 서태후 (1989년) - 서태후 역
- 우먼 포 투 (1988년)
- 원야 (1988년)
- 부용진 (1988년)
- 수렴청정 (1983년)
- 화소원명원 (1983년)